# Gilles Ferragu
Gilles Ferragu est un historien contemporanéiste français.

## Biographie
Gilles Ferragu est l'auteur d'une thèse soutenue en 1999 à l'Université Paris-Nanterre intitulée Camille Barrère, ambassadeur de France à Rome.
Il est maître de conférences dans son université de formation depuis 2001.
Il est rédacteur en chef adjoint de la Revue historique des Armées.

## Publications
- avec Françoise Berger, Le XXe siècle : 1914-2001, Hachette supérieur, coll. « HU Histoire », 2009, 414 p. (ISBN 978-2011459718)
- Lyautey : La fabrique du héros colonial, Belin, 2014, 240 p. (ISBN 978-2701175973)
- Histoire du terrorisme, Éditions Perrin, 2014, 544 p. (ISBN 978-2262033460)
- Otages, une histoire : de l'Antiquité à nos jours, Folio, coll. « Folio histoire », 2020, 544 p. (ISBN 978-2070466757, lire en ligne )
- avec Alain Bauer et Alexis Deprau, Juger les terrorismes : Regards croisés de la criminologie, du droit et de l'histoire, Éditions du Cerf, 2024, 308 p. (ISBN 978-2204151849)

### Direction d'ouvrages
- avec Laurence Badel (dir.), Stanislas Jeannesson (dir.) et Renaud Meltz (dir.), Écrivains et diplomates : L'invention d'une tradition. XIXe-XXIe siècles, Armand Colin, 2012, 416 p. (ISBN 978-2200275426, lire en ligne )
- avec Florian Michel (dir.), Diplomatie et religion, Publications de la Sorbonne, 2016, 276 p. (ISBN 978-2859449759)

### Contributions
- chap. 5 « Chimère ou caméléon ? Les non-conformistes », dans Gilles Ferragu, Laurence Badel, Stanislas Jeannesson et Renaud Meltz (dir.), Écrivains et diplomates : L'invention d'une tradition. XIXe-XXIe siècles, Armand Colin, 2012, 416 p. (ISBN 978-2200275426, lire en ligne ), p. 96-113

### Articles
- « L’écho des bombes : L'invention du terrorisme « à l’aveugle » (1893-1895) », Ethnologie française, PUF, vol. 49, no 1,‎ 2019, p. 21-31 (DOI 10.3917/ethn.191.0021, lire en ligne )
- « La justice militaire », Revue historique des Armées, vol. 4, no 311,‎ 2023, p. 4-8 (DOI 10.3917/rha.311.0004, lire en ligne )